# Екстракција (хемија)
Екстракција је хемијски процес превођења компоненти смесе растворених или суспендованих у једној фази у другу, најчешће течну фазу. Ова сепарациона техника се заснива на различитој растворљивости компоненти смесе у одређеном растварачу или растварачима.
Однос растворљивости неке супстанце у два растварача дефинише се коефицијентом расподеле (партиционим коефицијентом) за та два растварача. Што је овај број већи, то је већа разлика у растворљивости супстанце у тим растварачима. Такорећи, екстракција се најуспешније изводи употребом растварача код којих постоји велика разлика у растворљивости супстанце коју је потребно екстраховати.

## Екстракција у левку за одвајање
Најједноставнији поступак за течно-течну екстракцију изводи се помоћу левка за одвајање или тзв. левка за екстракцију. Течна смеса, из које се екстрахује одређена компонента, сипа се у левак за одвајање и дода се изабрани растварач за екстракцију. Левак се након тога запуши чепом, окрене се тако да славина буде окренута према горе и славина се на кратко отвори. Када гас изађе, чеп се опет затвори. Две фазе се међусобно доводе у контакт мућкањем, при чему долази до преласка супстанце из једне фазе у другу. Левак за екстракцију се правилно држи помоћу обе руке, при чему се по неписаном правилу доминантном руком држи затварач (десна рука код дешњака), а друга рука се све време налази на славини. Мућкање се најпре изводи лагано, затим све интензивније, уз повремено отварање славине како би се изједначио притисак. Потпуност екстракције постиже се интензивним мућкањем смесе, осим када постоји бојазан од настанка емулзије.
Левак се затим врати на статив, запушач се извади и сачека да се слојеви раздвоје.
Екстракцију је боље изводити више пута мањом запремином растварача, него само једном већом запремином. Ефикасност екстракције се дефинише и егзактно прорачунава подеоним коефицијентом.
Топли раствори се никако не смеју екстраховати растварачима ниске тачке кључања, као што су нпр. диетил етар, метилен-хлорид, пентан и слично.
- 1.
- 2.
- 3.
- 4.
- 5.
- 6.
- 7.
- 8.
- 9.

## Континуална течно-течна екстракција
У случају добре растворљивости супстанце у растварачу, најчешће у води, из ког се врши екстракција, уобичајен поступак помоћу левка за одвајање није довољно ефикасан, тј. неопходно је користити велику количину растварача. Како би се уштедела знатна количина растварача, примењује се континуална течно-течна екстракција.
Постоје два типа наставка за континуалну екстракцију у зависности од тога да ли се користе растварачи који имају нижу или вишу густину од воде. У случају да је растварач лакши од воде, наставак има цев паралелну горњој цеви, док наставак за раствараче теже од воде је увијен у облику ћириличног слова П.
Континуалне екстракције су дуготрајни поступци, некада трају и по неколико дана, али је ефикасност оваквих поступака далеко виша у поређењу са обичном екстракцијом.

## Континуална чврсто-течна екстракција
Континуална чврсто-течна екстракција се примењује у случајевима када се супстанца коју је потребно екстраховати течним растварачем слабо раствара у њему. Апаратура која се користи за такву врсту екстракције је апаратура по Сокслету, која се састоји из балона, Сокслетовог екстрактора и повратног кондензатора.

## Екстракција хемијским реагенсима
Одређена једињења се на основу своје карактеристичне реактивности могу селективно одвојити од осталих компонената смесе екстракцијом хемијским реагенсима. У ту сврху најчешће се искоришћавају киселинско-базне карактеристике супстанце, али и друге, као што је могућност комплексирања и слично.
Предност овакве врсте екстракције је могућност раздвајање нпр. смесе бензоеве киселине и нафталена.